# Miguel Aylwin
Miguel Antonio Aylwin Gajardo (San Javier, 29 de abril de 1889-2 de julio de 1976) fue un abogado y juez chileno.
Padre de Patricio Aylwin (presidente de Chile entre 1990 y 1994), Arturo Aylwin (ex contralor general de la República), Andrés Aylwin (exdiputado), Tomás Aylwin (abogado) y Carmen Aylwin. También fue abuelo de Mariana Aylwin (ministra de Educación durante el gobierno de Ricardo Lagos).

## Primeros años de vida
Hijo de Domitila Gajardo Valenzuela y de Ricardo Calilo Aylwin Fernández, quien fuera oficial del Registro Civil de San Javier, Él se  separa del servicio al terminar la Guerra civil de 1891 y luego se le encarcela por ser partidario del presidente Balmaceda. Miguel es el penúltimo de catorce hermanos.
A finales de 1894, poco antes de cumplir cinco años, sus padres fallecen y los hermanos son repartidos entre diversos familiares, él se va con sus abuelos maternos, en Putú, un lugar situado 20 kilómetros al norte de Constitución. Allí, bajo la tutela de su abuelo, aprende durante el verano las tareas del campo y del ganado, mientras que durante los inviernos que transcurren, en la misma localidad (Constitución), aprende sus primeras letras.
En 1899, cuando cuenta con aproximadamente 11 años de edad, sus abuelos deciden que continúe sus estudios como interno en la Escuela Normal de Preceptores José Abelardo Núñez de Santiago, donde demuestra ser un alumno notable. En 1906, con su título de profesor en la mano, decide obtener el de bachiller, por lo que ingresa en el Instituto Pedagógico para hacerse con el de profesor de historia. Sin embargo, se da cuenta de que no sabe inglés, materia sin la cual no se le permitiría pasar el bachillerato, y que aún peor, no se la enseñaban en la Escuela Normal. Así pues, solicita una entrevista con la dirección del Trinity College, en el transcurso de la cual propone hacer una suerte de intercambio por el que él realizaría todo tipo de tareas -incluidas las domésticas- si se le permitía permanecer allí junto a los profesores ingleses del centro durante las vacaciones veraniegas. Mientras tanto, para ganarse el sustento, da clases particulares.
Se trasladó luego a vivir al hogar de Luz Blest Gana, hermana del escritor y diplomático Guillermo Blest Gana, que tenía pensionados a otros jóvenes estudiantes. Era una mujer culta que mantenía una tertulia semanal a la que acudían los intelectuales santiaguinos para compartir sus inquietudes culturales, artísticas y políticas; en aquellas reuniones fue donde el joven Miguel hizo amistades que le durarían toda la vida, entre otros la del futuro decano de la Universidad de Chile y Premio Nacional de Música, Rodolfo Leng.
Por otra parte, durante el tiempo que estuvo en el Instituto Nacional, Aylwin se interesó especialmente por la psicología, materia en la que su estudio estuvo tutelado por el alemán Wilheim Mann, quien también proporcionó a Aylwin el ingreso en el laboratorio de psicología experimental de la Universidad de Chile, en calidad de ayudante. En 1909 consiguió su título de profesor de historia y geografía, materias que impartió en el Liceo de Aplicación, la Escuela Militar y en el laboratorio de la universidad, al tiempo que empezaba estudios de leyes. Al año siguiente salió de su patria por primera y única vez en su vida, con ocasión del centenario de la independencia de Argentina, cuando marchó a la capital bonaerense junto con otros jóvenes para participar en el Congreso Latinoamericano de Estudiantes. Entre éstos se encontraban algunos que, andando el tiempo, tendrían un destacado papel en la historia nacional, como el poeta y escritor Pedro Prado, el abogado Carlos Vicuña Fuentes, Raimundo del Río, Ernesto Barros Jarpa, Arturo Matte Larraín y otros muchos, los cuales formaron un grupo que se reunía en el Centro Liberal de Santiago, institución cuya presidencia ocupó Aylwin en 1916. El grupo, imbuido de espíritu renovador, se autodenominó "los sociólogos", debido al interés que manifestaban por esta disciplina, absolutamente novedosa por aquel entonces.

## Vida pública
En 1915, había obtenido su título de abogado, después de haber aprobado con distinción su memoria sobre La ley de instrucción secundaria y superior, y empezó a a ejercer la abogacía en Valparaíso, ciudad a la que se había trasladado con su mujer, Laura Azócar Álvarez, pues el hermano de esta le había introducido en el prestigioso despacho de Guillermo Rivera. Con todo, los triunfos conquistados en los juzgados no le impidieron continuar con sus labores magisteriales, esta vez como profesor de derecho procesal y administrativo. Algún tiempo después, una grave enfermedad pulmonar le obligó a abandonar esta brillante carrera de éxitos y recluirse en un sanatorio del valle del Elqui, donde llevó a cabo un tratamiento de varios meses.
Cuando regresó a Valparaíso, decidió mantener su salud a toda costa, lo que le llevó a renunciar para siempre de la política, la docencia, la masonería e, incluso, de su propio partido. Alejado por completo de la vida pública, se centró entonces en conseguir el ingreso en el Poder Judicial, lo que logró en 1924, al ser designado relator de la Corte de Apelaciones de Valparaíso. Figura ejemplar en la judicatura chilena, su bien ganado prestigio le hizo ser nombrado en 1927 para la Corte de Apelaciones de Valdivia y, dos años más tarde, para la de Santiago, si bien tuvo que esperar hasta 1957 para ver culminada su carrera en la judicatura con la presidencia de la Corte Suprema, cargo que desempeñó hasta 1960.